# Linia Costii
Linia Costii – wieś w Rumunii, w okręgu Teleorman, w gminie Talpa. W 2011 roku liczyła 207 mieszkańców.